# Prima Ligă de Fotbal din Nigeria
Prima Ligă de Fotbal din Nigeria (în engleză Nigeria Professional Football League), este primul eșalon din sistemul competițional fotbalistic din Nigeria.

## Istoric
Campionatul nigerian de fotbal (Nigerian Premier League) a fost creat în 1972. Organizat până în 2007 în două grupe a câte 10 echipe, din sezonul 2007/2008, acest campionat preia același tip de organizare ca și marile campionate europene cu o singură grupă de 20 de echipe, la fel și desfășurarea meciurilor, în aceeași perioada septembrie – iunie.
Liga a fost cunoscută anterior ca „Nigeria Premier League” între 1993 – 2000 și între 2003 – 2013. A mai fost cunoscut sub numele de: – „Nigerian Premiership” (2000–2003);
– „Nigerian Professional League” (1990–1993);
– „Nigerian National League” - First Division (1979–1990); 
– „Nigerian Football League” (1972–1979);
– Cel mai recent „Nigeria Professional Football League” (2014–2023).
Este unul dintre cele mai echilibrate campionate din lume din punct de vedere fotbalistic. Este obișnuit ca primele 10 echipe să aibă o diferență de mai puțin de 7 puncte la sfârșitul unui sezon. Campioana și vicecampioana se califică în Liga Campionilor CAF, în timp ce ocupantele locurilor al 3-lea și al 4-lea își obțin biletul pentru Cupa Confederației CAF.

## Echipele sezonului 2023-2024
Nigeria Professional Football League (NPFL) este liga de elită a Federației de Fotbal din Nigeria, care cuprinde cele mai competitive 20 de echipe de club din țară. Existența sa datează din 1990 când a intrat în vigoare o lege pentru introducerea fotbalului profesionist în țară.
| Cluburi Sportive | Cluburi Sportive | Cluburi Sportive | Cluburi Sportive | Cluburi Sportive | Cluburi Sportive |
| ---------------- | ---------------- | ---------------- | ---------------- | ---------------- | ---------------- |
| Abia Warriors    | Enugu Rangers    | Insurance        | Lagos            | Rivers           |                  |
| Akwa             | Enyimba          | Kano Pillars     | Lobi Stars       | Shooting         |                  |
| Bayelsa          | Gombe            | Katsina          | Plateau          | Sunshine         |                  |
| Doma             | Heartland        | Kwara            | Remo Stars       | Tornadoes        |                  |

## Campioane
În Iulie 2018, liga a fost suspendată după 24 de runde din cauza unor probleme administrative. La 31 August 2018, Nigeria Professional Football League a anunțat că sezonul a fost considerat încheiat. Echipa de pe prima poziție nu a fost declarată campioană, iar ultimele patru echipe nu au retrogradat, fapt ce adus pentru sezonul următor la un total de 24 de echipe participante. Lobi Stars a fost declarat unic reprezentant al ligii în Liga Campionilor CAF 2019, deoarece echipa era în fruntea clasamentului.
| Sezon | Club Sportiv | Sezon | Club Sportiv | Sezon | Club Sportiv | Sezon | Club Sportiv | Sezon | Club Sportiv | Sezon | Club Sportiv |
| ----- | ------------ | ----- | ------------ | ----- | ------------ | ----- | ------------ | ----- | ------------ | ----- | ------------ |

| 2026 |                  | 2027 |                | 2028 |               | 2029 |               | 2030 |                  | 2031 |               |
| 2020 | Campionat anulat | 2021 | Akwa           | 2022 | Rivers        | 2023 | Enyimba       | 2024 | Enugu Rangers    | 2025 | -             |
| 2014 | Kano Pillars     | 2015 | Enyimba        | 2016 | Enugu Rangers | 2017 | Plateau       | 2018 | Campionat anulat | 2019 | Enyimba       |
| 2008 | Kano Pillars     | 2009 | Bayelsa        | 2010 | Enyimba       | 2011 | Dolphins      | 2012 | Kano Pillars     | 2013 | Kano Pillars  |
| 2002 | Enyimba          | 2003 | Enyimba        | 2004 | Dolphins      | 2005 | Enyimba       | 2006 | Ocean⁠(d)         | 2007 | Enyimba       |
| 1996 | Udoji⁠(d)         | 1997 | Dolphins       | 1998 | Shooting      | 1999 | Lobi Stars    | 2000 | Julius Berger    | 2001 | Enyimba       |
| 1990 | Heartland        | 1991 | Julius Berger  | 1992 | Stationery    | 1993 | Heartland     | 1994 | Lions            | 1995 | Shooting      |
| 1984 | Enugu Rangers    | 1985 | New Nigeria⁠(d) | 1986 | Leventis⁠(d)   | 1987 | Heartland     | 1988 | Heartland        | 1989 | Heartland     |
| 1978 | Racca            | 1979 | Insurance      | 1980 | Shooting      | 1981 | Enugu Rangers | 1982 | Enugu Rangers    | 1983 | Shooting      |
| 1972 | Mighty Jets      | 1973 | Insurance      | 1974 | Enugu Rangers | 1975 | Enugu Rangers | 1976 | Shooting         | 1977 | Enugu Rangers |

În 18 Martie 2020, în ziua etapei 25, în urma unei decizii a Societății de Administrare a Ligii, liga este suspendată din cauza pandemiei de Covid-19, fără nicio decizie privind reluarea ligii. Pe 10 Iulie 2020, campionatul este oprit definitiv, nu se va acorda niciun titlu, nu va exista promovare sau retrogradare. Meciurile din etapa a 25 au avut loc și s-au jucat până la finalul timpului regulamentar, fără a exista abandon, întrerupere sau suspendare.

## Palmares
| Club Sportiv | Titluri | Prima oară | Ultima oară | Club Sportiv | Titluri | Prima oară | Ultima oară | Club Sportiv | Titluri | Prima oară | Ultima oară |

| Enyimba    | 9 | 2001 | 2023 | Enugu Rangers  | 8 | 1974 | 2024 | Shooting    | 5 | 1976 | 1998 |
| Heartland  | 5 | 1987 | 1993 | Kano Pillars   | 4 | 2008 | 2014 | Dolphins    | 3 | 1997 | 2011 |
| Insurance  | 2 | 1973 | 1979 | Julius Berger  | 2 | 1991 | 2000 | Mighty Jets | 1 | 1972 | –    |
| Racca      | 1 | 1978 | –    | New Nigeria⁠(d) | 1 | 1985 | –    | Leventis⁠(d) | 1 | 1986 | –    |
| Stationery | 1 | 1992 | –    | Lions          | 1 | 1994 | –    | Udoji⁠(d)    | 1 | 1996 | –    |
| Lobi Stars | 1 | 1999 | –    | Ocean⁠(d)       | 1 | 2006 | –    | Bayelsa     | 1 | 2009 | –    |
| Plateau    | 1 | 2017 | –    | Akwa           | 1 | 2021 | –    | Rivers      | 1 | 2022 | –    |